# Белый верблюжонок
Бе́лый верблюжо́нок — кукольный мультипликационный фильм, выпущенный студией «Узбекфильм» в 1974 году.

## Сюжет
Действие мультфильма происходит в Узбекистане. Девочка поехала в гости к дедушке. Поезд остановился на маленьком полустанке. Кругом барханы. Тут же, на станции, гуляет маленький белый одинокий верблюжонок, который знакомится с девочкой и вызывается провести её прямым путём через барханы к домику дедушки, которого он знает. Во время пути друзья знакомятся с другими обитателями пустыни.

## Награды
- 1978 — ΧΙ Всесоюзный кинофестиваль в Ереване — премия за дебют начинающего творческого коллектива присуждена м/ф «Белый верблюжонок»[1]